# Gwenola Wagon
Pour les articles homonymes, voir Wagon (homonymie).
Gwenola Wagon, née en 1975, est une enseignante-chercheuse et artiste française.

## Biographie
Gwenola Wagon étudie à l’École nationale supérieure des arts décoratifs. Puis elle soutient, en 2006, une thèse en esthétique, sciences et technologie des arts intitulée Utopies d'un cinéma interactif : accessibilité des images en mouvement sous la direction de Jean-Louis Boissier à l’université Paris-VIII. Elle est maître de conférences dans le département d’arts plastiques de l’université Paris-VIII. Ses recherches portent sur les relations entre le numérique et le monde physique.
En parallèle de son travail universitaire, elle réalise une production artistique variée, comportant des films, des œuvres interactives, des installations, des performances et des livres. La majorité de son travail est construit en partenariat avec Stéphane Degoutin. Ils s’interrogent sur les lieux d’internet, les algorithmes, le mode de vie urbain, le travail, et mènent des expériences sur le comportement humain.
En 2011, elle effectue un voyage autour du monde sans sortir de Google Earth, en suivant le trajet du personnage de Jules Verne, Phileas Fogg dans Le tour du monde en quatre-vingt jours. Il en résulte un film et un livre, intitulés Globodrome.
En 2015, elle réalise avec Stéphane Degoutin le film World Brain, qui combine une enquête sur les infrastructures d'Internet et une fiction mettant en scène un groupe de chercheurs partant dans la forêt pour tenter d'y survivre en utilisant uniquement Internet.
Elle pilote avec Jeff Guess les projets de recherche Média Mediums et Haunted by Algorithms, qui interrogent les liens entre le développement des médias, des pratiques spirites et de la communication inter-espèces.
En 2019, elle réalise avec Pierre Cassou-Noguès et Stéphane Degoutin le film Erewhon, qui transpose l'argumentaire du roman éponyme de 1872 de Samuel Butler à l'époque contemporaine. Alors que dans le livre de Butler, les Erewhoniens ont éliminé l'ensemble des machines, dans cette nouvelle version, au contraire, elles organisent l'ensemble de la vie sociale.
La plupart des films réalisés par Gwenola Wagon et Stéphane Degoutin imaginent des alternatives et des récits paradoxaux pour déconstruire le monde numérique contemporain.

## Principales œuvres
- 2005 : Mémoires flottantes, documentaire interactif avec Alexis Chazard[8]
- 2005 : What are You ? avec Marka Dermineur et Stéphane Degoutin[9]
- 2011 : Globodrome, film et catalogue[4]
- 2012 : Dance Party in Irak, installation vidéo avec Stéphane Degoutin[10]
- 2012 : Cyborgs dans la brume, film, installation sonore, tirages photographiques et livre avec Stéphane Degoutin[11]
- 2015 : World Brain, film et site interactif  avec Stéphane Degoutin[12],[13]
- 2016 : Psychanalyse de l’aéroport international, livre avec Stéphane Degoutin[14],[15]
- 2017 : Institut de néoténie pour la fin du travail, installation à la  Biennale internationale du design de Saint-Étienne avec Stéphane Degoutin[16]
- 2019 : Bienvenue à Erewhon, film accompagné d'une série de textes, avec Stéphane Degoutin et Pierre Cassou-Noguès, 2019 [17]
- 2022 : Virusland, film réalisé avec Pierre Cassou-Noguès[18],[19].
- 2022 : Planète B, livre, éditions 369, 2022, 320 p.[20]
- 2023 : La Maison qui vous veut du bien, film.
- 2023 : Chroniques du soleil noir, installation et film.
- 2025 : Les Images pyromanes, livre, éditions UV, 2025 avec Pierre Cassou-Noguès.